# Alef 0
{\displaystyle \aleph _{0}} (Alef 0) (ve stejném významu se používá též {\displaystyle \,\omega _{0}} či jen {\displaystyle \,\omega }) je nejmenší nekonečné ordinální i kardinální číslo.

## Vlastnosti
{\displaystyle \aleph _{0}} je
- limitní ordinál a limitní kardinál
- regulární ordinál
- mohutností množiny přirozených, racionálních i algebraických čísel
- nejmenší hodnotou funkce alef

## Značení
V současné době jsou všechna tři značení pro nejmenší nekonečný ordinál (tj. {\displaystyle \aleph _{0},\omega _{0},\omega }) považována za v podstatě rovnocenná. Z historických důvodů ovšem bývá zvykem používat značení 
- {\displaystyle \,\aleph _{0}} pokud hovoříme o tomto čísle jako o čísle kardinálním,
- {\displaystyle \,\omega _{0}} a {\displaystyle \,\omega } pokud o něm hovoříme jako o čísle ordinálním, přičemž index 0 se většinou užívá tehdy, uvažujeme-li toto číslo v kontextu vyšších počátečních ordinálních čísel.

Toto značení má své historické opodstatnění. V počátcích naivní teorie množin byla ordinální a kardinální čísla chápána jako typy dobrých uspořádání resp. mohutností množin, tedy jako odlišné objekty, které spolu nemají nic společného. Ordinální číslo {\displaystyle \omega } bylo chápáno jako typ dobrého uspořádání množiny přirozených čísel, tj. jako typ uspořádání, které je limitou typů uspořádání konečných množin. Odtud zřejmě pochází označení {\displaystyle \omega } posledním písmenem řecké abecedy. Naopak kardinální číslo {\displaystyle \aleph _{0}} je nejmenším z řady typů nekonečných velikostí. Odtud pochází označení {\displaystyle \aleph _{0}} prvním písmenem hebrejské abecedy א (alef) (nejvyšší mohutnost, mohutnost třídy všech kardinálních čísel označil Georg Cantor posledním písmenem hebrejské abecedy ת (tav)). 